# Karl Ampt
Karl Ampt (Marburgo, 11 aprile 1949) è un ex cestista tedesco.

## Carriera
Con la Germania Ovest ha disputato i Giochi olimpici di Monaco 1972.

## Palmarès
- Campionato tedesco: 2

MTV Gießen: 1967-68, 1977-78